# Jean Daniel
Jean Daniel Bensaïd (Blida, Argelia, 21 de julio de 1920-19 de febrero de 2020) fue un escritor y periodista francés. Fundador de Le Nouvel Observateur y ganador del premio Príncipe de Asturias de Comunicación y Humanidades en 2004.

## Biografía esencial
Originario de una familia judía sefardí, fue el undécimo y último hijo de Jules Bensaïd, quien pasó de ser un simple obrero a fabricante de harina.
Comenzó sus estudios universitarios en Argelia, pero, a causa de la Segunda Guerra Mundial, los terminó en París donde obtuvo la licenciatura en filosofía por La Sorbona.
Enrolado en las Fuerzas francesas libres, fue sargento mayor en la división Lecler, participó durante la Segunda Guerra Mundial en las campañas de Normandía, de París y de Alsacia, y llegó a ser reconocido con la Cruz de Guerra.
Fue durante un corto período miembro de un gabinete ministerial en 1946.
Fundó e ilustró la revista cultural Caliban apadrinada por Albert Camus.
Dirigió luego su atención hacia la enseñanza, primero en París hasta 1952 y luego en Orán.
En 1953, publicó una novela titulada l'Erreur.
Poco después, tras entrar en la Sociedad general de la Prensa, decidió dedicarse en exclusiva al periodismo. Su primer artículo apareció en l'Express el 1 de noviembre de 1954, día en que empiezo la guerra de Argelia. Daniel había manifestado desde tiempo atrás la necesidad de mantener negociaciones con el FLN, lo que le había llevado a alejarse de su amigo Albert Camus.
De 1957 a 1962 fue corresponsal de prensa del semanario estadounidense The New Republic.
Sus artículos 'poco favorables' a la causa de la Argelia francesa le valieron ser catalogado durante un tiempo como 'funcionario secreto del FLN' y ocasionaron el secuestro de l'Express varias veces. También le valieron dos inculpaciones por atentar contra la seguridad interior y exterior del Estado.
Daniel rechazó firmar el manifiesto de los 121, que juzgaba 'justificado el rechazo a tomar las armas contra el pueblo argelino' y 'la conducta de los franceses que estimaban como su deber aportar ayuda y protección a los argelinos oprimidos en nombre del pueblo francés' pues este manifiesto no comportaba ninguna disposición que protegiese a los franceses de Argelia.
Cuando la política del general de Gaulle, que había regresado a la política el 13 de mayo de 1958, apostó, sin expresarlo directamente, por la independencia argelina, Jean Daniel se situó resueltamente entre los sostenes del presidente francés.
Realizando un reportaje en Bizerte (Túnez), fue herido gravemente en una pierna durante el bombardeo del 20 de julio de 1961.
El 24 de octubre de 1963 se entrevistó con John Kennedy para trasladar un recado al máximo líder de la Revolución Cubana, Fidel Castro: era posible la coexistencia pacífica entre los dos países. Si Cuba dejaba de apoyar los movimientos revolucionarios del continente, Estados Unidos levantaría el bloqueo económico. «Salí de la Oficina Oval de la Casa Blanca con la impresión de que yo era un mensajero de la paz. Yo estaba convencido de que Kennedy quería un acercamiento, quería que yo regresara y le dijera que Castro deseaba un acercamiento» —narró Daniel años después a la televisión (Diez, 2011: 207).
Colaboró durante un tiempo en la redacción de Monde, antes de acompañar a Claude Perdriel y Gilles Martinet en la transformación de France-Observateur en Le Nouvel Observateur.
Cofundador del ese semanario junto a André Gorz, se convirtió en redactor-jefe en 1965 y en director en 1978.
Ha sido durante un tiempo miembro del Consejo Superior de la Agencia France-Presse (AFP), miembro del Consejo de Administración del Grand Louvre y miembro del Comité Consultivo Nacional de Ética.
En el año 2004, fue galardonado con el Premio Príncipe de Asturias de Comunicación y Humanidades.
Falleció el 19 de febrero de 2020 a los noventa y nueve años.

## Obras
- 1952 : l'Erreur ou la Seconde Vie de Sylvain Regard.
- 1973 : le Temps qui reste, essai d'autobiographie professionnelle
- 1977 : le Refuge et la source, carnets autobiographiques
- 1979 : l'Ère des ruptures (Grasset)
- 1986 : De Gaulle et l'Algérie : la tragédie, le héros et le témoin (Le Seuil)
- 1988 : les Religions d'un président : regards sur les aventures du mitterrandisme
- 1989 : Cette grande lueur à l'Est
- 1992 : la Blessure suivi de le Temps qui vient, carnets autobiographiques (Grasset)
- 1994 : l'Ami anglais (Grasset)
- 1995 : Voyage au bout de la nation (Le Seuil)
- 1996 : Dieu est-il fanatique ? Essai sur une religieuse incapacité de croire (Arléa)
- 1998 : Avec le temps : carnets 1970-1998, carnets autobiographiques (Grasset)
- 2000 : Soleils d'hiver : carnets 1998-2000, carnets autobiographiques (Grasset)
- 2002 : Lettres de France : après le 11 septembre (Saint-Simon)
- 2002 : Œuvres autobiographiques (Grasset)
Réunit le Refuge et la source, le Temps qui reste, la Blessure, Avec le temps, Soleils d'hiver, le tout augmenté d'un Index
- 2003 : la Guerre et la paix : Israël-Palestine : chroniques, 1956-2003 (Odile Jacob)
- 2003 : la Prison juive : humeurs et méditations d'un témoin (Odile Jacob)
- 2004 : Cet étranger qui me ressemble (Grasset)
- 2006 : Avec Camus. Comment résister à l'air du temps (Gallimard)